# Boris Iwanowitsch Pomeranzew
Boris Iwanowitsch Pomeranzew (russisch Борис Иванович Помера́нцев, engl. Transkription Boris Ivanovich Pomerantsev; geboren am 18.jul. / 3. März 1903greg. in Sankt Petersburg, Russisches Kaiserreich; gestorben am 22. Juni 1939) war ein sowjetischer Acarologe und Parasitologe. Seine Fachgebiete waren Schildzecken und die von ihnen übertragenen Zoonosen. 

## Leben
Boris I. Pomeranzew wuchs in Saratow in der gleichnamigen russischen Oblast auf, wo er auch seine Schulausbildung erhielt. Nachdem er im Alter von 17 Jahren seinen Vater verloren hatte, musste er neben der Schule eine Reihe von Aushilfstätigkeiten übernehmen, als Arbeiter in der Landwirtschaft, Hafenarbeiter, Matrose auf der Wolga und Musiker in einer Militärkapelle. 1920 verließ er die Schule und begann ein Studium an der Fakultät für Wasserbau der Staatlichen Universität Saratow. Als die Fakultät geschlossen wurde, musste Pomeranzew sein Studium unterbrechen und konnte es erst 1924 am Institut für angewandte Zoologie und Phytopathologie der Polytechnischen Universität Leningrad fortsetzen. Dort befasste er sich mit den Piroplasmosen des Hausrindes und den Schildzecken als deren Vektoren in der Oblast Nowgorod. Pomeranzew graduierte 1929 zum Entomologen mit dem Fachgebiet Zecken.
Von 1930 bis 1934 arbeitete Pomeranzew im All-Unions-Institut für Pflanzenschutz. 1934 erhielt er eine Einladung an die Abteilung für Parasitologie des Zoologischen Instituts der Akademie der Wissenschaften der UdSSR in Moskau. Da er bereits umfassende Kenntnisse der Ökologie der Zecken erworben hatte, beschäftigte Pomeranzew sich vorrangig mit der Morphologie und der Taxonomie dieser Parasiten. Er bereitete eine große Monographie der Schildzecken der Sowjetunion vor und bereiste 1939 den Fernen Osten der UdSSR, um einen Ausbruch der damals noch wenig erforschten Frühsommer-Meningoenzephalitis zu untersuchen. Bei seinen Feldstudien in der Taiga wurde er viele Male von der Taigazecke (Ixodes persulcatus) gestochen, einem Hauptüberträger der Infektion. Trotz einer nachträglichen Impfung erkrankte Pomeranzew und verstarb am 22. Juni 1939.
Pomeranzew starb noch bevor er seine Promotion abschließen konnte. Seine wichtigsten Publikationen, einschließlich mehrerer Erstbeschreibungen, erschienen erst nach seinem Tod. Mehrere seiner Arbeiten wurden im Auftrag von Harry Hoogstraal und seinen Mitarbeitern am NAMRU-3 in Kairo ins Englische übersetzt und veröffentlicht. Seine große Monographie Ixodid Ticks (Ixodidae) wurde von George Anastos herausgegeben. Mit den Erstbeschreibungen von Dermacentor pomerantzevi Serdyukova, 1951 und Ixodes pomeranzevi Serdyukova, 1941 wurde Pomeranzew posthum für seine wissenschaftliche Arbeit geehrt.

## Erstbeschreibungen (Auswahl)
- Dermacentor raskemensis Pomerantsev, 1946
- Hyalomma turanicum Pomerantsev, 1946
- Ixodes kaschmiricus Pomerantsev, 1948
- Ixodes occultus Pomerantsev, 1946
- Ixodes pavlovskyi Pomerantsev, 1946
- Rhipicephalus leporis Pomerantsev, 1946
- Rhipicephalus turanicus Pomerantsev, 1936

## Veröffentlichung
- B. I. Pomerantsev: Ixodid ticks (Ixodidae). Translated by Alena Elbl. Hrsg.: George Anastos. American Institute of Biological Sciences, Washington, D.C. 1959.